# Битва за Траган
Бой за Траган — столкновение между Ливийской национальной армией и Чадской вооружённой группировкой в Трагане, произошедшее 27 декабря 2018 года.

## Предыстория
После начала Второй гражданской войны в Ливии в 2014 году различные ливийские силы стали нанимать чадских и суданских наёмников. В результате иностранные вооружённые группировки всё активнее начали участвовать в местной политике. Одной из таких групп стала организация «Совет военного командования для спасения республики» (СВКСР), чадская повстанческая фракция, стремившаяся свергнуть Идриса Деби, президента и фактически профранцузского диктатора Чада с 1990 года.

## Бой
27 декабря 2018 года чадские отряды совершили внезапное нападение на лагерь 10-й пехотной бригады Ливийской национальной армии Халифы Хафтара в Трагане. Хорошо подготовленные боевики использовали 10 машин и одну бронемашину. Первой целью нападения стал штаб ливийцев, где погиб командир батальона 181-й бригады подполковник Халид Масуд Рахома. Помощник командира гарнизона ЛНА, полковник Джума аль-Табет был ранен и захвачен противником в плен.
Однако войска гарнизона сплотились и при поддержке местных гражданских лиц начали контратаку. Кроме аль-Табета, в результате боёв были ранены ещё двенадцать солдат. К середине дня, после примерно двух-трёх часов боя, иностранцы были вынуждены отступить под плотным огнём, но смогли захватить от 24 до 34 военных машин ливийцев.

## Реакция
Различные политические группы Ливии, а также местные жители осудили это нападение, в то время как «Чадская народная революционная армия» от имени чадской оппозиции заявила, что никакие чадцы не участвовали в боевых действиях.

## Последствия
В ответ на нападение на гарнизон Трагана ЛНА начала повышать уровень безопасности в этом районе, надеясь найти и ликвидировать нападавших. Солдаты отследили чадцев, которых они первоначально идентифицировали как повстанцев либо бандитов. Ливийцы успешно разгромили отряд иностранных боевиков. Также солдаты 10-й стрелковой бригады освободили 22 заложников в Гадуве. Ранее считалось, что эти люди были похищены Исламским государством в ходе серии рейдов в регионе в октябре и ноябре 2018 года.
2 января 2019 года Халифа Хафтар направил дополнительные войска на юг Ливии, и ЛНА начала наступление для вытеснения вражеских сил, включая чадских ополченцев.